# Ariano Fernandes

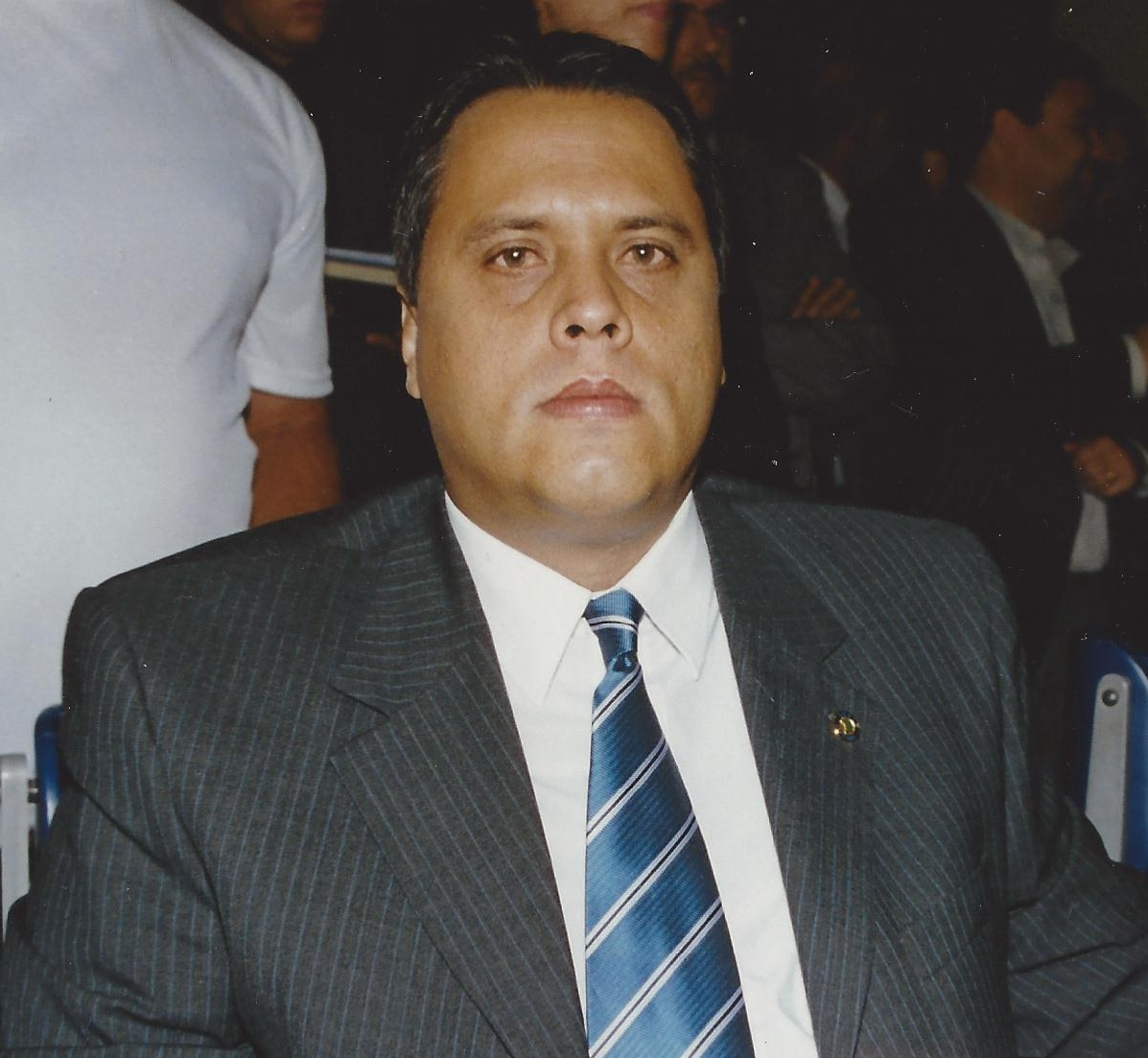
Ariano Mário Fernandes Fonsêca

Ariano Mário Fernandes Fonsêca (* 28. April 1963 in João Pessoa, Paraíba), bekannt als Ariano Fernandes, ist ein brasilianischer Geschäftsmann, Rechtsanwalt und Politiker.

## Leben
Fernandes war Gründer von Rádio Potiguara, der ersten Radiostation in Mamanguape. Im Jahre 2000 gründete er die Brennerei Agroidustria Fernandes Fonsêca Ltda.
1988 unternahm er eine Bürgermeisterkandidatur in Mamanguape für das PMDB, zusammen mit Guilherme do Nascimento Soares. Die Bürgermeisterwahl ging mit 8054 Stimmen zu 8409 Gegenstimmen verloren zugunsten von Aécio Flàvio Fernandes und Eunice Maria Nascimento Pessoa. 1992 folgte eine weitere Bürgermeisterkandidatur in Mamanguape, zusammen mit Nemesio Meireles. Die Wahl ging mit 9092 Stimmen verloren zugunsten von Guilherme do Nascimento Soares (PDS) mit 9384 Stimmen und Irene Lira Aguiar (PT) mit 418 Stimmen. Er wurde Direktor der FAE von Paraíba.
1994 erfolgte seine Wahl zum Abgeordneten der PMDB für die Legislativversammlung von Paraíba (ALPB) mit 17.224 Stimmen und 1998 die erste Wiederwahl mit 19.661 Stimmen. Nach erneuter Wiederwahl mit 23.670 Stimmen im Jahre 2002 wurde er auch Vizepräsident des Centro Cultural Jerusalém (CCJ). Wegen Schwierigkeiten mit Senator José Maranhao verließ er 2005 die PMDB und schloss sich der PSDB an. 2006 erfolgte seine Wiederwahl zum Abgeordneten der PSDB für die ALPB mit 18.713 Stimmen. 2008 übernahm er den Abgeordnetensitz von Dinaldo Wanderley um Bürgermeister der Stadt Patos zu werden. Im Zuge der Anklage wegen Amtsmissbrauchs gegen Gouverneur Cássio Cunha Lima verließ er 2009 die ALPB.
2010 erfolgte eine weitere Wiederwahl zum Abgeordneten der PSDB für die ALPB mit 19.702 Stimmen. In diesem Jahr wurde er auch zum Direktor der Superitendência de Administração do Meio Ambiente da Paraíba (SUDEMA) ernannt.

## Privates
Fernandes ist verheiratet mit der Rechtsanwältin Anna Carolina Fernandes und hat drei Kinder Ariano Jr., Marianna und Gabriel.
Er ist der Großneffe von José Fernandes de Lima, einem früheren Gouverneur von Paraíba, Bürgermeister von Mamanguape und von 1987 bis 1988 ein Abgeordneter und Präsident der Assembléia Legislativa do Estado da Paraíba (ALPB).